# Visitor Q
Visitor Q (en japonés: ビジターＱ, Bijitā Kyū o Bijitâ Q?) es una película japonesa dirigida por Takashi Miike en 2001. Fue la sexta y última parte de la serie Cine de Amor. Editadas directamente en video por cineastas independientes tras una breve pero exclusiva exhibición en el pequeño cine Shimokitazawa en Tokio. Las seis películas fueron concebidas como pruebas para explorar los beneficios que ofrece el vídeo digital de bajo presupuesto, tales como la mayor movilidad de la película y las condiciones de baja iluminación a disposición de los cineastas.
Visitor Q a menudo reproduce el estilo de documental de imágenes y películas caseras, por lo cual evoca un sentido de realismo que contradice el humor negro y los elementos más extraños de la película.

## Argumento
Un reportero televisivo que entró en la nube del olvido después de que fuera atacado por jóvenes pandilleros (quienes lo violaron con el micrófono y grabaron toda la escena en una cámara), trata de realizar un documental acerca de la violencia juvenil y el sexo. Para ello mantiene relaciones sexuales con su propia hija y observa a su propio hijo mientras es humillado por tres compañeros de colegio. En su casa el panorama es poco alentador, con una esposa adicta a las drogas y que es duramente golpeada por el hijo. En este marco abyecto ingresa un extraño, denominado 'Q', quien se integra a la familia como un visitante e interactúa con todos provocando fuertes cambios en los individuos, como, por ejemplo, la aparición del interés por la necrofilia por parte del padre (que lleva a cabo en un invernadero), o la explosión de las cualidades lactantes de la madre (que ocurre en la cocina del hogar) 

## Reparto
| Actor            | Papel                       |
| ---------------- | --------------------------- |
| Ken'ichi Endo    | Kiyoshi Yamazaki, el padre. |
| Shungicu Uchida  | Keiko Yamazaki, la madre.   |
| Fujiko           | Miki Yamazaki, la hija.     |
| Jun Mutō         | Takuya Yamazaki, el hijo.   |
| Kazushi Watanabe | El visitante.               |
| Shōko Nakahara   | Asako Murata                |
| Ikkô Suzuki      | Sasaoka                     |

## Lanzamiento
El 7 de octubre se llevó a cabo en el Cine Shimokitazawa de Tokio una conferencia de prensa conjunta para la serie titulada "Love Cinema". Seis directores de cine realizaran una película cada uno y lo harán bajo tres condiciones: primera; el presupuesto será de 7 millones de yenes, segunda; el uso de vídeo digital, y tercera; el tema de la película será " puro amor ". 
- Love Cinema Vol.1 Tokyo Trash Baby (en japonés: 東京ゴミ女, Tôkyô gomi onna?) dirigida por Ryūichi Hiroki y estrenada el 7 de octubre de 2000.[5]
- Love Cinema Vol.2 Amen, Somen and Rugger Men! (en japonés: 絵里に首ったけ, Eri ni kubittake?) dirigida por Mitsuhiro Mihara y estrenada el 4 de noviembre de 2000.[6]
- Love Cinema Vol.3 Enclosed Pain (en japonés: 閉じる日, Tojiru hi?) dirigida por Isao Yukisada y estrenada el 25 de noviembre de 2000.[7]
- Love Cinema Vol.4 Stake Out (en japonés: 張り込み, Harikomi?) dirigida por Tetsuo Shinohara y estrenada el 20 de enero de 2001.[8]
- Love Cinema Vol.5 Gips (en japonés: ギプス, Gipusu?) dirigida por Akihiko Shiota y estrenada el 17 de febrero de 2001, aunque se preestreno en diciembre de 2000 en el Tokyo FILMeX. [9]
- Love Cinema Vol.6 Visitor Q (en japonés: ビジターＱ, Bijitâ Q?) dirigida por Takashi Miike y estrenada el 17 de marzo de 2001.

Visitor Q fue lanzada en Japón en VHS por KSS, y el 20 de marzo de 2002 en DVD, editado por Culture Publishers y  distribuido por Pony Canyon.También fue lanzada en VHS y DVD en otros países, por distintas distribuidoras.

## Análisis
VISITOR Q plantea, a través de algunas reminiscencias de TEOREMA (1968), SALÒ O LE 120 GIORNATE DI SODOMA (Saló-1975), ambas de Pier Paolo Pasolini, y también del cine trash de John Waters, un retrato feroz no solo de la familia japonesa sino también de su sociedad. No hay hechos objetivos o puntuales que justifiquen la película, sino lo escatológico, lo extremo y el surrealismo grotesco que preside casi todas las películas de Takashi Miike. Tal y como las viejas películas de Pasolini, Miike no nos muestra su historia con sutilezas, sino a los gritos y con violencia.

## Recepción
En "Midnight Eye visions of japanese cinema", Tom Mes, crítico de cine y escritor, con dos libros editados sobre Takashi Miike, comento: «Como resultado, el caos de personas que viven bajo el mismo techo vuelve a convertirse en una unidad familiar. La película puede parecer un desfile de depravación y un asalto a la sacrosanta institución de la familia, pero es sorprendentemente conservadora en el fondo. Cuando pasan los créditos, cada miembro de la familia ha reasumido su papel natural en la unidad restaurada. Es posible que hayan desarrollado un gusto por el asesinato y la necrofilia en el camino, pero al menos se aman de nuevo».
Reseña de Sabrina Vaquerizo-González para Asiateca: «Los tres rótulos: «¿Lo has hecho una vez con tu padre?», «¿Has sido alguna vez golpeado en la cabeza?», «¿Has golpeado alguna vez a tu madre?» es la manera que tiene Miike de construir su propio teorema. Igual que ya hiciera Pasolini, pero de una manera aún más explícita, Miike introduce primero los problemas de Miki, luego los problemas de Kiyoshi y finalmente los problemas de Takuya, y les aplica el factor racional Q. En este teorema no se introduce a Keiko directamente sino a través de la relación con el resto de personajes. Es curioso, pero no casual porque todos los personajes se reconcilian consigo mismos a través de la leche materna de Keiko. Es la sociedad patriarcal capitalista la que ha llevado a la destrucción a esta familia y será la sociedad matriarcal la que la haga resurgir».
Panos Kotzathanasis en una reseña para Asian Movie Pulse, escribió: «Las actuaciones, como suele ocurrir en las películas de explotación, no son de un nivel muy alto. Sin embargo, Kenichi Endo como el epítome del pasivo agresivo (por no decir totalmente pervertido) Kiyoshi, y Kazushi Watanabe como el "Torturador sin causa" ofrecen algunas actuaciones muy apropiadas.
En conclusión,“Visitor Q” es un estudio grotesco de la psyche humana, realizado por un cineasta que ha transformado la violación de nuestra estética en su medio de expresión».

## Premios y reconocimientos
- Premio a la mejor película en el Fant-Asia Film Festiva de 2001.
- Mención de honor en el Sweden Fantastic Film Festival de 2001.
- Premio al Mejor Director por: Visitor Q, Ichi the Killer y The Guys from Paradise, en los Japanese Professional Movie Awards de 2002.[15]

## Tema musical
Además de la banda sonora creada por Kōji Endō, la película contó con el tema musical Bubbles Of Water (水のあぶく, Mizu no abu ku?) del grupo Real Time (リアルタイム, Riarutaimu?). La canción fue compuesta por
Ryuji Ikeda (池田龍治?), con letra de Tsugumi Kasai (葛西つぐみ?)